# Старомуйнаково
Старомуйна́ково (рос. Старомуйнаково, башк. Ҡарт Муйнак) — присілок у складі Учалинського району Башкортостану, Росія. Входить до складу Тунгатаровської сільської ради.
Населення — 237 осіб (2010; 283 в 2002).
Національний склад:
- башкири — 100%